# Hartley Rogers Jr.
Hartley Rogers Jr. (6 juillet 1926 - 17 juillet 2015) est un mathématicien, spécialiste de la théorie de la calculabilité, professeur au département de mathématiques du Massachusetts Institute of Technology. Le théorème d'équivalence de Rogers porte son nom.

## Biographie
Né en 1926 à Buffalo, New York, il étudie sous la direction d'Alonzo Church à Princeton, et obtient son doctorat là-bas en 1952. Il travaille à la faculté du MIT de 1956 jusqu'à sa mort, le 17 juillet 2015,.
Au MIT, il est impliqué dans de nombreuses activités parascolaires savantes, notamment la gestion du SPUR (programme d'été en recherche de premier cycle) pour les étudiants de premier cycle du MIT, la supervision de la section mathématiques du RSI (Institut de recherche en sciences) pour les élèves du secondaire avancés et l'encadrement de l'équipe d'examen MIT Putnam pendant près de deux décennies à partir de 1990, notamment les années 2003 et 2004 lorsque le MIT gagne pour la première fois depuis 1979. Il dirige également un séminaire appelé 18. S34 : Résolution de problèmes mathématiques pour les étudiants de première année du MIT.
Rogers est également connu au sein de la communauté de premier cycle du MIT pour avoir développé un cours de calcul multivariable (18.022: Calcul multivariable avec théorie) dans le but explicite de fournir une base mathématique solide pour l'étude de la physique. En 2005, il arrête de donner des cours. On se souvient de lui pour ses commentaires mathématiques pleins d'esprit lors de conférences ainsi que pour sa tradition d'attribuer des biscuits Leibniz et des Figolu aux meilleurs élèves de sa classe. Il est le directeur de thèse de Patrick Fischer, Louis Hodes, Carl Jockusch, Andrew Kahr (en), David Luckham (en), Rohit Parikh, David Park et John Stillwell. Rogers remporte le Prix Halmos-Ford en 1965 pour son article explicatif sur la théorie de l'information.

## Publications
- Rogers, « Recursive functions over well ordered partial orderings », Proc. Amer. Math. Soc., vol. 10, no 6,‎ 1959, p. 847–853 (DOI 10.1090/s0002-9939-1959-0111685-8, MR 0111685)
- Kreider et Rogers, « Constructive versions of ordinal number classes », Trans. Amer. Math. Soc., vol. 100, no 2,‎ 1961, p. 325–369 (DOI 10.1090/s0002-9947-1961-0151396-x, MR 0151396)
- Rogers, « On universal functions », Proc. Amer. Math. Soc., vol. 16,‎ 1965, p. 39–44 (DOI 10.1090/s0002-9939-1965-0171705-4, MR 0171705)
- Hartley Rogers Jr., The Theory of Recursive Functions and Effective Computability, MIT Press,  (ISBN 0-262-68052-1) (paperback),  (ISBN 0-07-053522-1) (textbook)[5]